# Вейк (округ, Північна Кароліна)
Шаблон:StateAbbr_ 35°47′ пн. ш. 78°39′ зх. д. / 35.79° пн. ш. 78.65° зх. д.
Округ  Вейк (англ. Wake County) — округ (графство) у штаті  Північна Кароліна, США. Ідентифікатор округу 37183.

## Історія
Округ утворений 1771 року.

## Демографія
За даними перепису 
2000 року 
загальне населення округу становило 627846 осіб, зокрема міського населення було 553705, а сільського — 74141.
Серед мешканців округу чоловіків було 311436, а жінок — 316410. В окрузі було 242040 домогосподарств, 158765 родин, які мешкали в 258953 будинках.
Середній розмір родини становив 3,06.
Віковий розподіл населення поданий у таблиці:
| Стать    | До 15 років | 15-21 | 22-29 | 30-39 | 40-49 | 50-65 | 65-85 | Понад 85 |
| -------- | ----------- | ----- | ----- | ----- | ----- | ----- | ----- | -------- |
| Чоловіки | 68640       | 31315 | 44312 | 59035 | 49924 | 39764 | 17267 | 1179     |
| Жінки    | 65912       | 28744 | 41586 | 58915 | 51575 | 41752 | 24132 | 3794     |

## Суміжні округи
- Ґренвілл — північ
- Франклін — північний схід
- Неш — схід
- Джонстон — південний схід
- Гарнетт — південний захід
- Четем — захід
- Дарем — північний захід

## Виноски
1. ↑  U.S. Decennial Census. United States Census Bureau. Архів оригіналу за 12 травня 2015. Процитовано 20 січня 2015.
2. ↑  Historical Census Browser. University of Virginia Library. Архів оригіналу за 16 серпня 2012. Процитовано 20 січня 2015.
3. ↑  Forstall, Richard L., ред. (27 березня 1995). Population of Counties by Decennial Census: 1900 to 1990. United States Census Bureau. Архів оригіналу за 3 березня 2015. Процитовано 20 січня 2015.
4. ↑  Census 2000 PHC-T-4. Ranking Tables for Counties: 1990 and 2000 (PDF). United States Census Bureau. 2 квітня 2001. Архів оригіналу (PDF) за 18 грудня 2014. Процитовано 20 січня 2015.
5. ↑  American FactFinder. Бюро перепису населення США. Архів оригіналу за 26 лютого 2012. Процитовано 31 січня 2008.

| США | Це незавершена стаття з географії США. Ви можете допомогти проєкту, виправивши або дописавши її. |